# Kołosowo (obwód włodzimierski)
Kołosowo (ros. Колосово) – wieś (dieriewnia) w Rosji, w obwodzie włodzimierskim, w rejonie kamieszkowskim. W 2010 liczyła 47 mieszkańców.